# Орест Попович
Орест Попович (англ. Orest Popovych; 18 січня 1933, Львів — 15 березня 2023) — український учений, президент Наукового Товариства ім. Шевченка в Америці (НТШ-А) (2006—2012), професор хімії Бруклінського коледжу Міського університету Нью-Йорку, шахіст, журналіст, перекладач, редактор, дійсний член Наукового товариства імені Шевченка.

## Життєпис
Після  Другої світової війни його родина, як політичні емігранти, переїхала до Америки (1949). Маючи високий рівень національної свідомості, вони весь час мріяли про повернення в Україну, про швидкий розпад комуністичної системи. У 1955 році Орест Попович закінчив з найвищою відзнакою хімічний факультет Ратґерського університету, а в 1959 році захистив докторську дисертацію (Ph.D.) з аналітичної хімії в Політехнічному інституті штату Массачусетс (М. І.Т.). У 1959-63 роках працював хіміком у Дослідному центрі нафтової компанії «Ессо» в Ліндені, Нью-Джерзі. 1963-93 викладав на хімічному факультеті Бруклінського коледжу Міського університету Нью-Йорку, де 1971 року отримав титул повного професора.
Понад 40 років шаховий репортер журналу «Наш Спорт» — річника «Чорноморської Січі», постійний дописувач до газет «Свобода» й «Америка», закордонний кореспондент «Кримської світлиці» (1997—2003), 2000—2012 головний редактор «Бюлетенів» та інших публікацій НТШ-А.  Автор понад 400 статей на теми НТШ-А, українського спорту, зокрема шахів.

Автор або редактор чотирьох книг англійською мовою та двох українською. Збірка 33-х його перекладів з української мови на англійську поезії Василя Махна була опублікована як частина двомовного видання під  назвою «Thread and Selected New York Poems» (Spuyten Duyvil, New York, 2009), за яку автор був нагороджений  Американською Асоціяцією Українських Досліджень (AAUS) 2010, як найкращий перекладач з української на англійську мову. Опубліковано ще дві збірки поезій Василя Махна, що їх Орест Попович переклав англійською мовою: Winter Letters and Other Poems (Spuyten Duyvil, New York 2011) і Jerusalem Poems (Krytyka, Kyiv, 2016).

### «Партії та розповіді шахіста з Америки»
Передмову до книги «Партії та розповіді шахіста з Америки», яка вийшла друком у Львові в 1996 році, написав відомий міжнародний ґросмайстер зі Львова Олександер Білявський, переконаний у тому, що книжка може стати не лише підсумком творчих здобутків Ореста Поповича, але й джерелом для об'єктивного дослідження і підтвердження тези про незламність українського духу. Сам автор, опинившись після війни в американській зоні Німеччини, почав грати в шахи в таборах українських утікачів та в німецьких містечках. Американський шаховий майстер від 1957 року, сеньйор-майстер (1971), майстер на життя (1974), в Міжнародній федерації — майстер ФІДЕ (1980). Двічі чемпіон із шахів Нової Англії (1957, 1958), чотири рази чемпіон штату Нью-Джерзі (1959, 1961, 1985 і 2000), віце-чемпіон Відкритого чемпіонату Канади (1968), переможець в реґіональних турнірах «Атлантик Опен» і «Національний Шаховий Конґрес» (обидва — 1971), віце-чемпіон нью-йоркських шахових клюбів ім. Маршала (1965 і 1971) і Мангеттен (1971).  Понад 40 років очолював Ланку шахів УСВТ «Чорноморська Січ» в Ньюарку, Н. Дж.  1966 заснував Ланку шахів при Українській Спортовій Централі Америки і Канади. Дев'ять разів виграв чемпіонат шахістів-українців Північної Америки.  Він впевнився у тому, що навіть відірвані від рідної землі наші земляки продовжують розвивати цю мудру гру, а, змагаючись з чужоземцями, завжди нагадували їм про свою національну приналежність.
Два розділи присвячені суто турнірам української громади в Північній Америці.  Це — «Організовані українські шахи в Північній Америці» (Історичний нарис) і «Партії з українськими майстрами Північної Америки».  Тут явно відчувається провідна роля проф. Ореста Поповича в організації шахового життя українців в Америці.  В збірнику наводяться відомості про багатьох шахістів-українців Америки, серед них — майстри Степан Попель, Мирослав Турянський, Борис Бачинський, Віктор Дзера, Петро Радомський, Степан Стойко, Іван Теодорович, Тома Возьний, Волтер Добрич, Осип Пундій та інші.  Книга наповнена цікавими і дотепними оповідями автора про його три зустрічі з геніяльним Робертом Фішером не тільки за шахівницею, але й у повсякденному житті.  Вражає оригінальна шахова нотація запису партій красивими символами фігур, замість традиційної — буквами, а також гарне оформлення книги — земна куля покрита чорно-білими квадратами шахової дошки, увінчана кольоровими національними прапорами України і США, як символ єднання двох великих народів — українського і американського.  А між прапорами — король і пішак, як символ порозуміння і єднання народів земної кулі і міжнаціонального спілкування мовою шахів при мирних баталіях на шахових дошках.
Особливий інтерес у книзі представляє діялог автора з міжнародним майстром Карлом Берґером  про історію України і про те, як виглядав би світ, якби бій під Полтавою в 1709 році закінчився перемогою шведського короля Карла XII і українського гетьмана Івана Мазепи. http://www.svoboda-news.com/arxiv/pdf/1997/Svoboda-1997-114-pdf%5Bнедоступне+посилання+з+липня+2019%5D

### Про українську хімічну термінологію
«Українська хімічна термінологія на роздоріжжі»
На конференції, присвяченій пам'яті термінолога Анатоля Вовка, Орест Попович зазначає, що процесу українізації хімічної термінології суперечить проєкт Держстандарту України від 2000 року, опротестований НТШ-А та Українським Термінологічним Центром Америки. Він також висловлює думку стосовно правописного словника Григорія Голоскевича: «Цей словник — не тільки довідник для самого правопису, але й скарбниця українських слів та чужомовних власних і географічних назв, поданих в різних граматичних формах, з правильними літературними наголосами. З точки зору наукової термінології, словник Голоскевича цінний ще й тим, що назагал правильно передає чужомовні слова, згідно з фонетичним характером української мови, передусім не цураючися літери Ґ. Словник установив певні загальні принципи, які можна застосувати при опрацюванні наукової термінології. В Америці правопис і лексику словника Голоскевича вживає в першу чергу НТШ, а також наші головні газети, енциклопедії та більшість літераторів». Стосовно відродження традиційної української наукової термінології, Орест Попович схвально ставиться до докорінного перегляду хімічної термінології, починаючи від самого слова «хемія» замість накинутого хімія, а також підтримує тенденцію вживати українські назви хімічних елементів там, де вони існують, а де вони відсутні, застосовувати міжнародні терміни, а не російські. «Особливо нас порадували пропозиції правильно транслітерувати чужомовні слова, згідно з духом української мови, а не за російським правописом. Це означало передусім регабілітувати в транслітераціях букву Ґ, західньоевропейську букву H передавати як Г, а не Х, а в словах грецького походження літеру „тета“ передавати як Т, а не Ф». Чималим внеском для української хімічної термінології є виданий у 1999 р. у Львові «Англо-німецько-французько-український хемічний словник», упорядкований українцем із Німеччини Іваном Ковальським. Кроком назад у розвитку і оновленні хімічної термінології Попович вважає подію 2000 року, коли з'явився проєкт Держстандарту України, ДСТУ 2439-94, виданий у 1994 р., а доповнений п. н. «Елементи хімічні» 2000 р. Цей проєкт запропонував:
1. викинути з науки та шкільництва всі українські назви хімічних елементів, заступивши їх міжнародними,
2. для пояснення міжнародних назв подавати в Таблицях Періодичної системи елементів їхні російські, а не українські відповідники там, де іншомовні назви існують в обох мовах,
3. усунути з хімічної термінології букву Ґ.

"Скоро в усіх школах України навчатимуть говорити й писати замість українського слова кисень — оксиген з поясненням, що це «кісларод», замість срібло — аргентум з поясненням, що це «сєрєбро»2http://www.lp.edu.ua/tc.terminology/TK_Wisnyk453/TK_wisnyk453_popowych.htm .
Реакцією на цей проєкт став офіційний лист із контрпропозиціями:
1. Прийняти як стандартні українські назви хімічних елементів: азот, водень, вуглець, залізо, золото, кисень, мідь, оливо, ртуть, сірка, срібло, цина.
2. У таблиці періодичної системи подавати українські назви як головні, а міжнародні — як другорядні.
3. Відновити вживання букви Ґ в хімічній термінології (задля правильної транслітерації та вимови, зокрема в назвах елементів ґадоліній, ґалій, ґерманій, арґон, маґнезій і манґан).
4. Повернути традиційну українську назву «хемія» замість тепер уживаної хімія, що була силоміць впроваджена за Радянської влади.

Як наслідок, друком вийшли «Англо-українського і українсько-англійського словника з аналітичної хімії» В. В. Рафалика та О. М. Ловягіна, у якому літера Ґ відсутня навіть у тих словах, де вона прийнята в чинному правописі України. «Великий тлумачний словник сучасної української мови» (гол. ред. В. Т. Бусел, Київ, 2001 р.) вживає літеру Ґ в назвах хімічних елементів: ґадоліній, ґалій, ґерманій, арґон і манґан, хоча, пише хімія. «Російсько-український словник інженерних технологій» Марії Ганіткевич і Богдана Кінаша, де враховані пропозиції НТШ-А .

## Книжки
- Енциклопедія Української Діяспори, Том 1, Сполучені Штати Америки, Книга 3, С-Я. Головний редактор: Орест Попович. Нью-Йорк; Чікаґо: НТШ-А. 2018. 525 стор. ISBN ?
- Shevchenko Scientific Society, USA, Activities & Press Reports 2000—2008,  Editor, New York, 2009.
- Ukrainian Sitch — A History, Newark, New Jersey, 1999.
- Партії та розповіді Шахіста з Америки, Академічний експрес, Львів, 1996.
- Tetraphenylborates, IUPAC, 1981.
- Nonaqueous Solution Chemistry, Orest Popovych and Reginald P.T. Tomkins, Wiley-Interscience, New York, 1981.

## Нагороди
- Ukrainian Sports Hall of Fame 2016 Inaugural Class Inductee
- Chornomorska Sitch Athletic Hall of Fame Chess Inductee 2014
- За заслуги перед  українським народом, Верховна Рада України, 2003
- Від Львівського Державного Інституту Фізичної  Культури, 2001
- За віддану працю для українського спорту в УСЦАК, 1997
- За активність для Товариства в роках 1974—1984, «Чорноморська Січ».